# Eristena straminealis
Eristena straminealis là một loài bướm đêm trong họ Crambidae.